# 荒駒兵衛
荒駒 兵衛（あらこま ひょうえい、1911年1月7日 - 1995年9月3日 ）は、青森県南津軽郡藤崎町出身で湊川部屋に所属した元大相撲力士。本名は成田 兵衛。身長164cm、体重100kg。最高位は西十両7枚目。

## 来歴
1927年1月場所初土俵。1936年1月場所新十両。この場所5勝6敗で幕下に落ちた。幕下に落ちた翌1936年5月場所7日目、各段1場所で幕下に上がった羽黒山と対戦、一気の寄りで羽黒山に勝った（羽黒山はこの1敗のみで幕下優勝）。この場所でも8勝3敗と勝ち越し、再十両を決めた。再十両の場所でも3勝8敗と負け越し、再び幕下に落ち4場所連続で負け越し、三段目に落ちた。その後再び幕下に上がったが、三段目に落ちた1942年1月場所で廃業した。廃業後は郷里に帰り、1995年に死去した。

## 成績
- 通算在位：46場所
- 十両在位：2場所
- 十両成績：8勝14敗
- 通算成績：少なくとも90勝118敗が確認できる。
- 各段優勝：序二段優勝1回

### 場所別成績
| 1926年 （大正15年） | （前相撲）       | x                 | （前相撲）               | x                       |
| 1927年 （昭和2年） | （前相撲）       | （前相撲）        | 西序ノ口21枚目 –         | 東序ノ口13枚目 –        |
| 1928年 （昭和3年） | 東序二段49枚目 – | 西序二段43枚目 –  | 西序二段18枚目 –         | 西序二段18枚目 –        |
| 1929年 （昭和4年） | 西三段目42枚目 – | 西三段目42枚目 –  | 東序二段8枚目 –          | 東序二段8枚目 –         |
| 1930年 （昭和5年） | 東三段目18枚目 – | 東三段目18枚目 –  | 西序二段10枚目 –         | 西序二段10枚目 優勝 6–0 |
| 1931年 （昭和6年） | 東三段目11枚目 – | 東三段目11枚目 –  | 東幕下20枚目 –           | 東幕下20枚目 –          |
| 1932年 （昭和7年） | 西幕下13枚目 2–6 | 西幕下13枚目 0–10 | 東三段目21枚目 –         | 東三段目21枚目 –        |
| 1933年 （昭和8年） | 西三段目14枚目 – | x                 | 西幕下15枚目 6–5         | x                       |
| 1934年 （昭和9年） | 東幕下8枚目 5–6  | x                 | 東幕下10枚目 6–5         | x                       |
| 1935年 （昭和10年） | 東幕下8枚目 6–5  | x                 | 西幕下5枚目 7–4          | x                       |
| 1936年 （昭和11年） | 西十両11枚目 5–6 | x                 | 西幕下筆頭 8–3           | x                       |
| 1937年 （昭和12年） | 西十両7枚目 3–8  | x                 | 西幕下筆頭 6–7           | x                       |
| 1938年 （昭和13年） | 東幕下6枚目 3–10 | x                 | 東幕下30枚目 2–5         | x                       |
| 1939年 （昭和14年） | 西幕下39枚目 1–6 | x                 | 西三段目19枚目 6–2       | x                       |
| 1940年 （昭和15年） | 西幕下38枚目 4–4 | x                 | 西幕下24枚目 5–3         | x                       |
| 1941年 （昭和16年） | 西幕下9枚目 2–6  | x                 | 西幕下20枚目 3–5         | x                       |
| 1942年 （昭和17年） | 西幕下32枚目 1–7 | x                 | 東三段目6枚目 引退 3–5–0 | x                       |
| 各欄の数字は、「勝ち-負け-休場」を示す。 優勝 引退 休場 十両 幕下 三賞：敢=敢闘賞、殊=殊勲賞、技=技能賞 その他：★=金星 番付階級：幕内 - 十両 - 幕下 - 三段目 - 序二段 - 序ノ口 幕内序列：横綱 - 大関 - 関脇 - 小結 - 前頭（「#数字」は各位内の序列） |                  |                   |                          |                         |

- 相撲レファレンス未登録分の幕下以下の地位は、1928年3月場所を除いて小島貞二コレクションの番付実物画像による。1928年3月場所は『近世日本相撲史』の番付画像による（この場所のみ小島貞二コレクションの番付実物画像が不鮮明なため）。
- 戦時中の幕下以下の枚数について、相撲レファレンスの登録情報が不正確なため小島貞二コレクションの番付実物画像を参照した箇所あり。

## 改名
荒駒→津軽海(1932年1月場所-)→荒駒(1933年5月場所-)→飛龍洋(1939年5月場所-)→龍飛洋(1941年1月場所-)